# Aiman Dardari
Aiman Dardari (* 21. März 2005) ist ein luxemburgischer Fußballspieler mit marokkanischen Wurzeln.

## Karriere

### Verein
Von seinem Heimatverein Daring Club Echternach wechselte Dardari über Victoria Rosport sowie den F91 Düdelingen zur Saison 2021/22 in das Nachwuchsleistungszentrum des deutschen Bundesligisten 1. FSV Mainz 05. Dort spielte er u. a. für dessen U-19 in der A-Junioren-Bundesliga Süd/Südwest und konnte mit der Mannschaft am 23. April 2023 die Deutsche A-Junioren-Meisterschaft gewinnen. Beim Finale im heimischen Bruchwegstadion gegen Borussia Dortmund erzielte er beim 4:2-Sieg den dritten Treffer der Mainzer. In der Saison 2023/24 erreichte Dardei mit seiner Mannschaft das Viertelfinale der UEFA Youth League, wo man in den Runden zuvor u. a. Manchester City und den FC Barcelona besiegte. Außerdem bestritt er am 10. Dezember 2023 gegen die Stuttgarter Kickers seine erste Partie im Seniorenbereich für die 2. Mannschaft von Mainz in der Regionalliga Südwest. Bei der 1:4-Heimniederlage wurde er in der 85. Minute für Marcus Müller eingewechselt. Im Sommer 2024 wurde sein auslaufender Vertrag jedoch nicht mehr verlängert und Dadari war bis zum 13. Januar 2025 vereinslos, ehe ihn der FC Augsburg II aus der Regionalliga Bayern verpflichtete. Bis zum Saisonende schoss der Stürmer in 14 Ligaspielen sechs Treffer. Nach guten Leistungen in der Vorbereitung mit den Profis wurde Dardari dann im August 2025 fest in den Bundesligakader berufen und sein Vertrag um weitere vier Jahre verlängert.

### Nationalmannschaft
Am 21. Oktober 2019 spielte Dardari erstmals für den Luxemburgischen Fußballverband und unterlag mit dessen U-15-Auswahl 0:8 gegen Irland. Im Jahr 2023 absolvierte der Linksaußen dann sechs EM-Qualifikationspartien für die U-19 Luxemburgs und schoss dabei zwei Treffer. Am 8. September 2023 debütierte Dardari dann als 18-Jähriger beim EM-Qualifikationsspiel gegen Island (3:1) für die luxemburgische A-Nationalmannschaft, als er vor heimischer Kulisse in der Nachspielzeit für Yvandro Borges Sanches eingewechselt wurde. Sein zweiter Einsatz folgte am 26. März 2024 im Testspiel gegen Kasachstan (2:1). Im Herbst 2024 bestritt er dann auch seine ersten beiden Partien für die U-21 während der EM-Qualifikation.

## Erfolge
- Deutscher A-Junioren-Meister: 2023

## Sonstiges
Sein jüngerer Bruder Bilal (* 2008) ist ebenfalls Fußballspieler und für die A-Junioren des FC Schalke 04 aktiv.